# چانگلیو
چانگلیو (به لاتین: Changliu) یک شهرک در جمهوری خلق چین است که در بخش شیویینگ واقع شده‌است.